# 粗毛无翅秋海棠
粗毛无翅秋海棠（学名：Begonia acetosella var. hirtifolia）为秋海棠科秋海棠属无翅秋海棠的变种。分布在中国大陆的云南等地，生长于海拔1,500米的地区，常生于林下，目前尚未由人工引种栽培。